# كائن رياضي

الكائن الرياضي (بالإنجليزية: Mathematical object)‏ هو كائن مجرد يظهر في الفلسفة الرياضية و الرياضيات. الدوال، المصفوفات، الأعداد والمجموعات هي كلها أمثلة على كائنات رياضية.